# Kryzys bośniacki

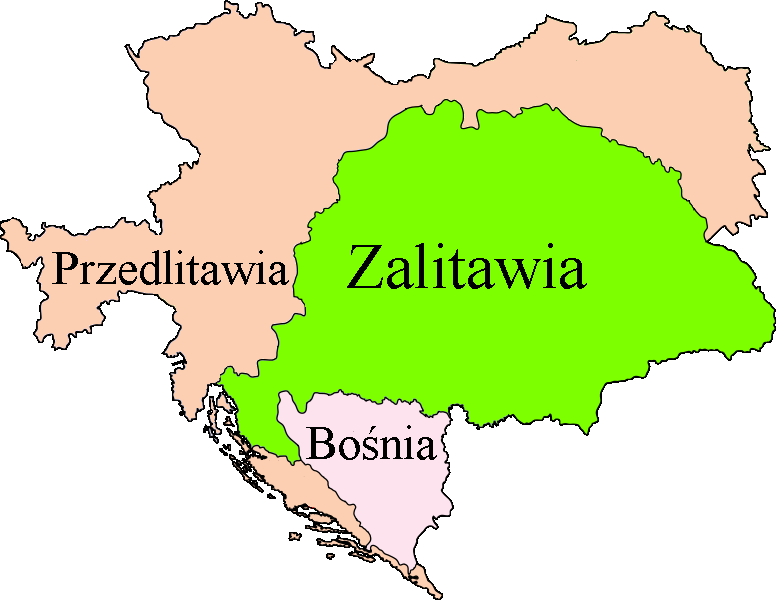
Austro-Węgry (Przedlitawia i Zalitawia, z granicą na Litawie) oraz Bośnia

Kryzys bośniacki − kryzys międzynarodowy wywołany w 1908 roku austro-węgierską aneksją okupowanego od 1878 roku (na mocy traktatu berlińskiego) sąsiedniego terytorium Bośni-Hercegowiny, formalnie części Imperium Osmańskiego. Kryzys i napięcie w stosunkach międzynarodowych wynikły z aspiracji sąsiedniego Królestwa Serbii do włączenia tego serbskojęzycznego terytorium do własnego państwa. Ostatecznie naciski mocarstw europejskich na Turcję i Serbię spowodowały uznanie przez oba państwa aneksji w 1909 roku.

## Historia
W połowie XIV wieku Imperium Osmańskie wtargnęło na Bałkany. W 1463 roku całe Królestwo Bośni zostało podbite przez Imperium Osmańskie. W 1580 roku Bośnia i Hercegowina zostały połączone jako część imperium. Z upływem wieków turecka władza na Bałkanach jednak słabła, a cesarstwo osmańskie chyliło się ku upadkowi. Na mocy postanowień kongresu berlińskiego (1878), który zakończył zwycięską wojnę Rosji z Turcją Osmańską - X wojnę rosyjsko-turecką (1877–1878), Austro-Węgry otrzymały pod „tymczasową opiekę” (zbrojną okupację) Bośnię z Hercegowiną, zamieszkane przez Słowian południowych. Spotkało się to z niezadowoleniem Serbii, która również miała ochotę na ten teren, zamieszkany przez wielu Serbów. Austro-Węgry uważały, że tylko one miały prawo do podporządkowania sobie Bałkanów. Bośnia i Hercegowina pozostały w granicach imperium tureckiego, jednak miały posiadać wspólną austro-węgierską administrację. Austria krwawo tłumiła wybuchające na zaanektowanym obszarze powstania przeciw niej.

Imperium Osmańskie i jego sąsiedzi w 1900

Austro-Węgry traktowały Królestwo Serbii jako kraj zależny. Wywoływało to w Serbii niezadowolenie, którego wynikiem były zawiązywane spiski. Od 1882 roku tron królewski Serbii zajmował Milan I Obrenowić, uległy wobec Austro-Węgier. W 1889 roku Milan I Obrenowić został zmuszony do abdykacji na rzecz swego syna, Aleksandra I Obrenowicia. Zmiana władcy nie przyniosła jednak zmiany w stosunku wobec Austro-Węgier; Aleksander I kontynuował politykę ojca. Na przełomie XIX i XX wieku Serbia była uzależniona gospodarczo od Austro-Węgier. W nocy 10 na 11 czerwca 1903 Aleksander I został zamordowany wraz z żoną i ministrem wojny w trakcie zamachu stanu przeprowadzonego przez serbskich oficerów. To zabójstwo zakończyło dynastię Obrenowiciów. Po śmierci tego akceptowanego przez Wiedeń króla serbskiego, już w tym samym roku rozpoczął się stan napięcia w stosunkach między Austro-Węgrami a Serbią.

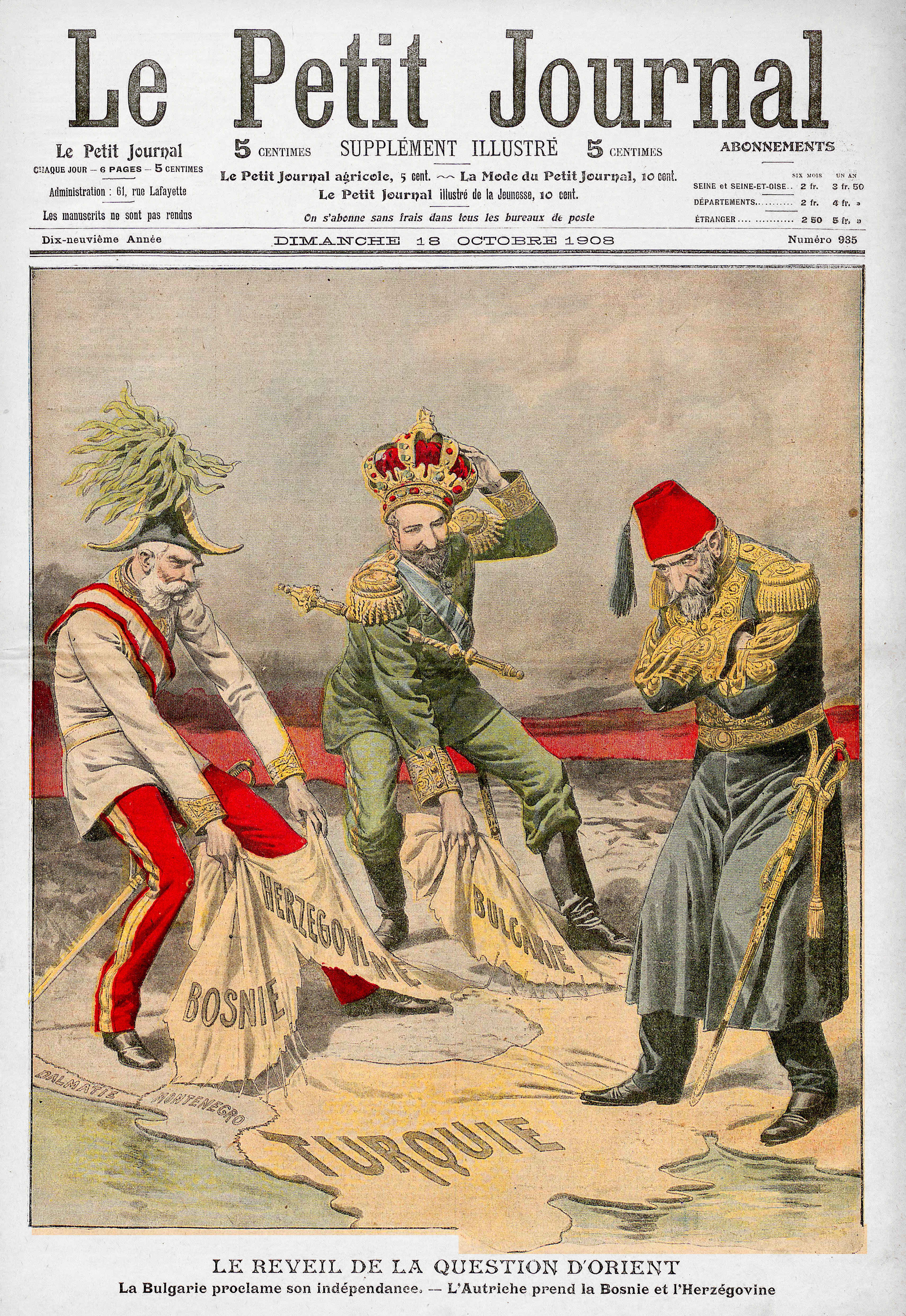
Satyra z 1908, personifikacja: Austro-Węgry (po lewej) i Bułgaria (w środku) rozrywają terytorium bezradnej Turcji

W 1903 roku tron królewski Serbii objął kolejny władca, Piotr I Karadziordziewić, który propagował koncepcję Wielkiej Serbii. Według jego wizji wszyscy Słowianie południowi powinni żyć w jednym państwie. Zamierzał uwolnić „braci Słowian” spod władzy tureckiej i austro-węgierskiej. Tę koncepcję rozległego państwa bardzo chętnie poparł serbski rząd, armia i społeczeństwo, a Piotr I oficjalnie deklarował zamiar połączenia z serbską ojczyzną Bośni i Hercegowiny. Serbii, odnajdującej się w opozycji do Austro-Węgier, chętnie pomocy udzielało Imperium Rosyjskie i oba kraje nawiązały ścisłe stosunki. Rosja chciała uzyskać swobodny dostęp do Morza Śródziemnego i jego szlaków handlowych (otwarcie korytarza przez Dardanele i Bosfor, oba kontrolowane przez Turcję). Zacieśnianiu stosunków sprzyjały dodatkowo wspólna religia (prawosławie) i wspólne, słowiańskie korzenie. Rosja była żywotnie zainteresowana uzyskaniem jak największych wpływów na Bałkanach, dlatego była przychylna zamętowi, jaki Serbia mogła wywoływać w tym regionie. Rosjanie dodatkowo potajemnie wspierali ruchy rewolucyjne w Austro-Węgrzech, np. serbską organizację Czarna Ręka. Serbia stała się najważniejszym elementem rosyjskiej polityki antyaustriackiej.

### Na krawędzi wojny

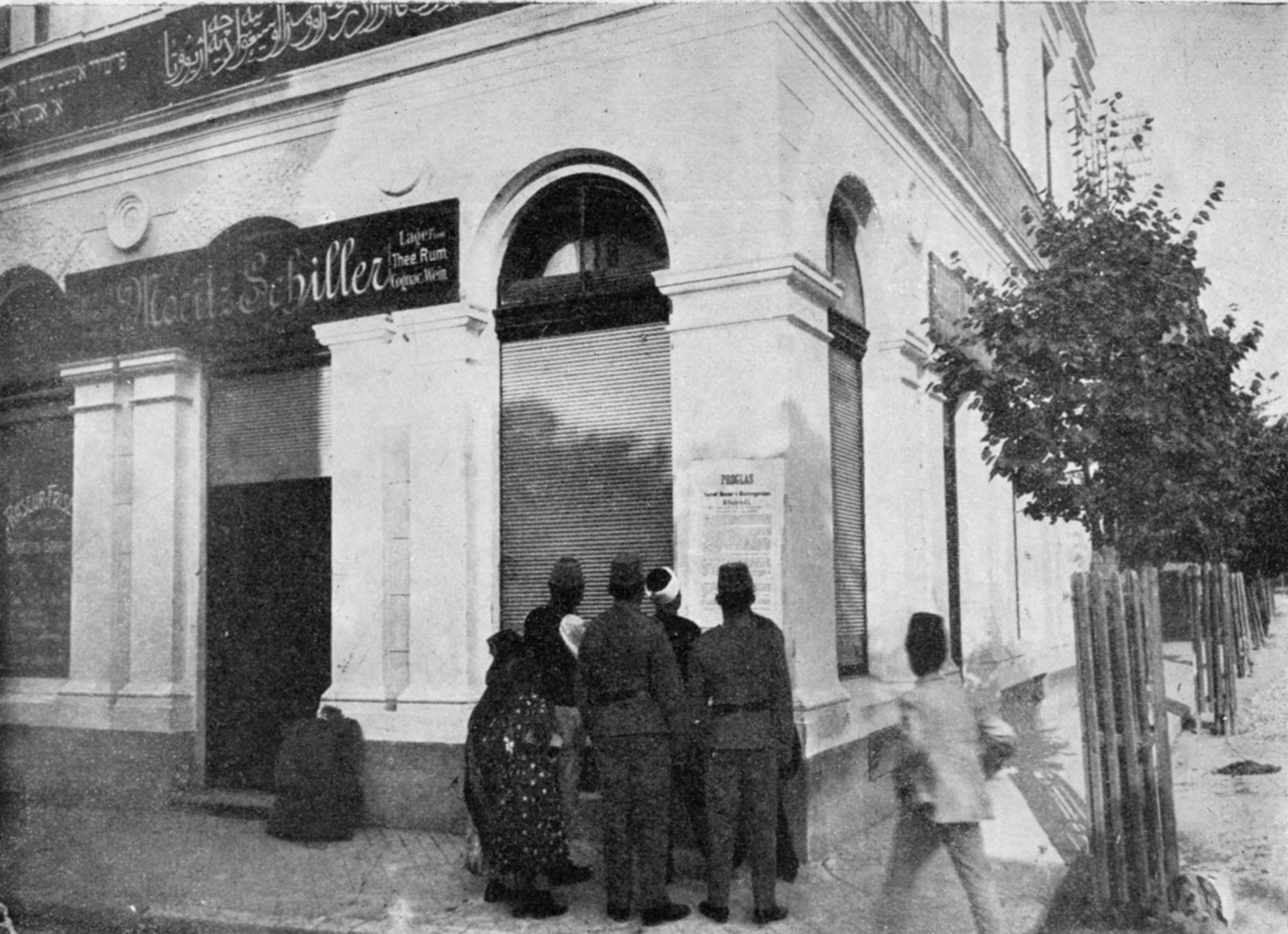
Przechodnie w Sarajewie czytają proklamację aneksji, 7 października 1908

Serbia zaczęła już otwarcie poświęcać wszystkie swoje siły na agresję w Bośni i Hercegowinie. W latach 1906–1909 miała miejsce świńska wojna, konflikt gospodarczy pomiędzy Austro-Węgrami a Serbią. W końcu Austro-Węgry postanowiły zaanektować Bośnię i Hercegowinę, aby armia zaprowadziła tam porządek. Klęski ponoszone przez Turcję wywołały w lipcu 1908  rewolucję młodoturecką, co wykorzystały Austro-Węgry. Zadziałały będąc pewne poparcia Cesarstwa Niemieckiego, wynikającego z zawartego sojuszu (trójprzymierze). Cesarz Franciszek Józef I w specjalnym manifeście z 5 października 1908 ogłosił aneksję Bośni i Hercegowiny. Budapeszt wyraził zgodę na aneksję pod warunkiem, że ziemie te nie zostaną włączone do Chorwacji. Sytuację w regionie zaostrzyło ogłoszenie tego samego dnia niepodległości od Turcji przez Księstwo Bułgarii.
Konflikt wywołał uruchomienie systemów sojuszy. Poparcie Serbii przez Rosję, konkurującą z Austro-Węgrami na Bałkanach i przedstawiającą się jako protektor Słowian południowych, doprowadziło Austrię (wspieraną twardo przez Niemcy) i Rosję z Serbią oraz Czarnogórą na krawędź wojny. Wiedeń bezskutecznie próbował zjednać sobie Petersburg (ówczesną stolicę Rosji) obietnicami poparcia żądań dotyczących prawa przepływu rosyjskich okrętów przez Dardanele. W Belgradzie (stolicy Serbii) doszło do spontanicznych manifestacji przeciwko Wiedniowi. Serbia podpisała układ z Czarnogórą, w którym wzajemnie potępiły aneksję i zażądały zwołania specjalnej konferencji europejskiej w celu omówienia tej sprawy. W końcu Serbia chciała przyjąć jako rekompensatę od Austro-Węgier któryś z portów nad Morzem Adriatyckim, jednak Austro-Węgry odrzuciły tę propozycję. Monarchia naddunajska zarządziła częściową mobilizację i skierowała dodatkowe oddziały na granice z Serbią i Czarnogórą. Zapewniając sobie przychylność Turcji, Austro-Węgry zaproponowały jej odszkodowanie w wysokości 2,5 mln funtów tureckich w złocie oraz przekazanie okupowanego Sandżaku Nowopazarskiego, który oddzielał Serbię od Czarnogóry. Po przyjęciu oferty, w lutym 1909 został podpisany stosowny układ austro-węgiersko-turecki. Ryzyko wybuchu wojny zostało zażegnane w wyniku ostatecznego ustąpienia Rosji, która była osłabiona przegraną wojną rosyjsko-japońską (1904-1905) i rewolucją 1905 roku. Postępowaniem Austro-Węgier został jednak boleśnie upokorzony car rosyjski. Na anektowanym terytorium został wprowadzony surowy reżim okupacyjny. W 1910 roku Franciszek Józef I nadał Bośni i Hercegowinie konstytucję.
Wydarzenia spowodowały zbliżenie Rosji i Serbii, narastanie wrogości między Rosją a Austro-Węgrami oraz zacieśnianie stosunków austro-węgiersko-niemieckich. Po zaistnieniu kryzysu bośniackiego, jeszcze w tym samym roku został przygotowany plan ataku na Serbię, który nastąpił po zamachu w Sarajewie (28 czerwca 1914). Wówczas lokalna wojna austriacko-serbska, która miała być kolejną wojną bałkańską, w ciągu kilkunastu tygodni przerodziła się w I wojnę światową.